# Ľubeľská pahorkatina
Ľubeľská pahorkatina  je geomorfologickou částí Liptovské kotliny. Zabírá pás území v jihozápadní části, východně od Ružomberka. 

## Polohopis
Území se nachází v západní polovině podtatranské kotliny, v jihozápadní části podcelku Liptovská kotlina. Zabírá pás území od Ružomberka po Liptovský Ján, přičemž z významnějších sídel zde leží Ľubeľa, Liptovské Sliače, Partizánska Ľupča a Závažná Poruba. Jižní okraj vymezuje ostrý nástup Nízkých Tater s geomorfologickými částmi Demänovské vrchy a Salatín, na západě leží Velká Fatra s podcelky Revúcké podolie a Šípská Fatra. Severně pokračuje Liptovská kotlina částmi Liptovské nivy a Galovianske háje. 
Z jihu na sever protékají územím Ľubelské pahorkatiny mnohé potoky, směřující z Nízkých Tater do řeky Váh, resp. vodní nádrže Liptovská Mara. Nejvýznamnější z nich jsou Revúca, Ľupčianka, Demänovka a Štiavnica. 
Z dopravního hlediska procházejí okrajovými částmi mezinárodně významné komunikace, konkrétně na západním okraji je to E 77, vedoucí v trase silnice I / 59 ( Dolný Kubín - Ružomberok - Zvolen ), na severním okraji E 50, vedoucí v trase dálnice D1 ( Žilina - Poprad ). Regionální významné jsou i cesty I / 18 (Ružomberok - Poprad) a silnice II / 584 ( Liptovský Mikuláš - Jasná). Okrajem území údolím Váhu prochází i železniční trať Žilina - Košice. 

## Ochrana území
Celá jihozápadní část Liptovské kotliny zasahuje do ochranného pásma Národního parku Nízké Tatry. Hranice samotného národního parku kopíruje okraj geomorfologické části Demänovské vrchy. Zvláště chráněnými lokalitami je zde chráněný areál Bodický rybník, přírodní rezervace Jelšie a Sliačské travertíny. 

## Turismus
Jižní část Liptovské kotliny patří díky poloze v podhůří Nízkých Tater k zajímavým lokalitám. Tvoří zázemí velmi atraktivní centrální části pohoří se střediskem Jasná, ale vyhledávané je také okolí obce Liptovský Ján, či města Ružomberok. Z menších lokalit je vyhledávána také bobová dráha v Pavčinej Lehotě, v zimě využívána jako lyžařské středisko. Další zimní střediska jsou v Liptovském Jánu, Závažnej Porube, i v okolí Ružomberka. Zajímavostí je Aerodrome Jasna, umožňující malým letadlům přepravovat turisty přímo pod úpatí Nízkých Tater .

### Turistické trasy
- po  červené trase:
  - z Liptovského Jána přes Stanišovské sedlo do Liptovského Hrádku
  - z Ludrová na Salatín (1630 m n. m.)
- po  modré trase:
  - z Liptovského Jána Jánskou dolinou k Chatě generála Milana Rastislava Štefánika
  - z Iľanova na vrch Poludnica (1549 m n. m.)
  - z Partizánské Ľupče na Malý Salatín (1444 m n. m.)
- po  zelené trase:
  - z Liptovského Jána na vrch Kúpel (1270 m n. m. )
  - z Ludrovej na Salatín (1630 m n. m.)
  - z Bílého Potoka na vrch Ostré
- po  žluté trase:
  - z Iľanova do Sedla pod Kúpelom
  - z ATC Bystrina při Pavčinej Lehotě na Demänovskou horu (1304 m n. m.)
  - z Partizánské Ľupče na Prednú Maguru (1171 m n. m.)
  - z Bieleho Potoka na Vlkolínec [3]